# 阿爾斯特民族主義

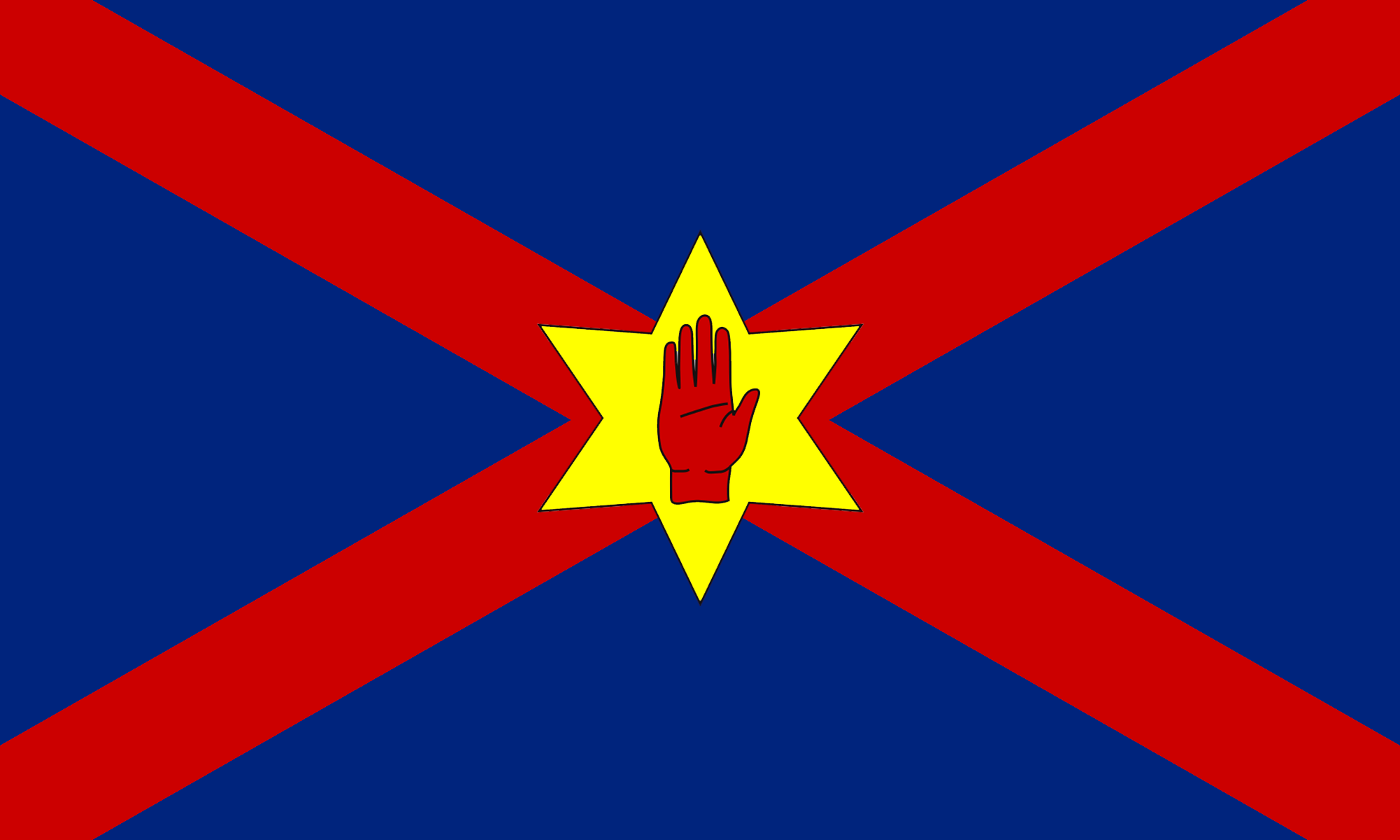
阿爾斯特民族主義的旗幟

阿爾斯特民族主義（Ulster nationalism）是北愛爾蘭政治中規模較小的思想之一，主張建立一個獨立的北愛爾蘭國家，令北愛爾蘭從英國獨立，但也不加入愛爾蘭共和國。雖然有一些組織支持阿爾斯特民族主義，但北愛爾蘭議會沒有任何政黨支持阿爾斯特民族主義。

## 外部連結
- 维基共享资源上的相關多媒體資源：阿爾斯特民族主義
- Ulster Nation （页面存档备份，存于）